# كأس أيرلندا الشمالية 2017–18
كأس أيرلندا الشمالية 2017–18 (بالإنجليزية: 2017–18 Irish Cup)‏ هو الموسم 138 من  كأس أيرلندا. أقيم خلال الفترة 19 أغسطس 2017 وحتى 5 مايو 2018، وأشرف على تنظيمه الاتحاد الأيرلندي لكرة القدم، وكان عدد الأندية المشاركة فيه  126، وفاز فيه نادي كوليرين.